# Catedral de Dmanisi
La Catedral de Dmanisi, també reconeguda com a Catedral de la Mare de Déu de Dmanisi (en georgià: ღვთისმშობლის სახელობის საკათედრო ტაძარი) i anomenada comunament com l'església Dmanisi Sioni (en georgià: დმანისის სიონი), és una basílica medieval situada al cor del jaciment històric de Dmanisi, una ciutat medieval en ruïnes a la regió de Kvemo Kartli, al sud de Geòrgia, ubicada en un promontori a la confluència dels rius Mashavera i Pinezauri. L'església té una nau triple, una absis de manera prominent i un nàrtex ricament decorat agregat a començaments del segle xiii. Pertany a l'Església ortodoxa georgiana en funcionament, renovada el 2009, i protegida per l'estat com a Monument Cultural destacat de Geòrgia.

## Història
Seguint la tradició medieval georgiana d'anomenar les esglésies segons llocs particulars de Terra Santa, la catedral de Dmanisi porta el nom del Mont Sió de Jerusalem. L'església va ser datada entre el segle VI al VII per acadèmics com Giorgi Chubinashvili, leven Muskhelishvili i Vakhtang Beridze, però la datació tradicional n'ha estat revisada recentment per especialistes com E. Arjevanidze fins al segle ix. Va servir com a església de la seu episcopal homònima fins que la diòcesi va haver de ser dissolta. La seu va ser restablerta a l'agost de 2003. Segons les cròniques georgianes medievals, Dmanisi fou com un cementiri per al rei Vakhtang III de Geòrgia, que va morir el 1308; la tomba no se n'ha trobat, ara com ara. Més tard, tant l'església com el seu pati van ser utilitzats com a necròpoli per la família dels nobles Barataixvili i la seva branca Orbeliani, des del segle xvi fins al xviii.

## Arquitectura

Absis de manera prominent a l'est de la catedral

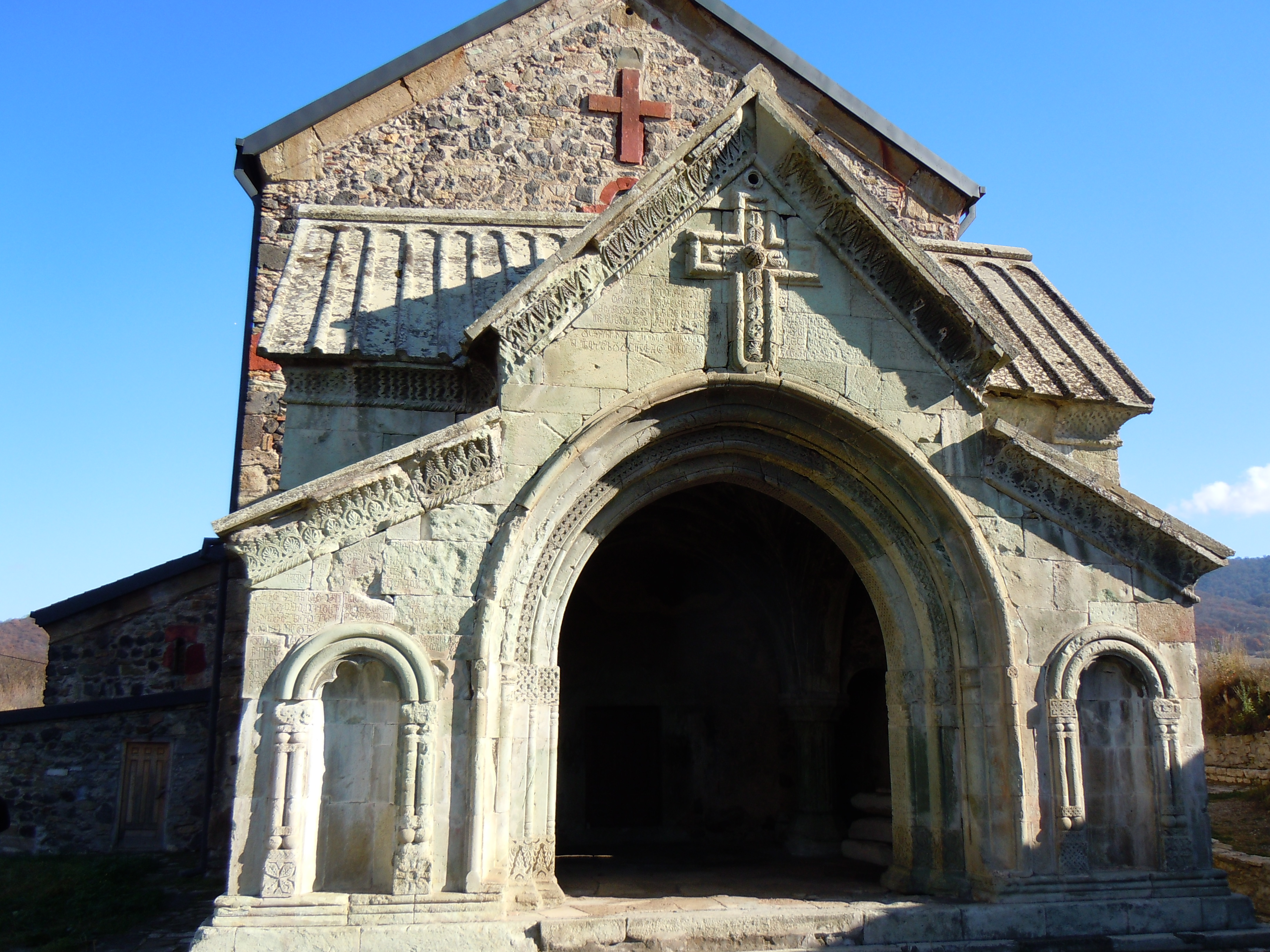
Nàrtex amb inscripcions georgianes sobre l'entrada

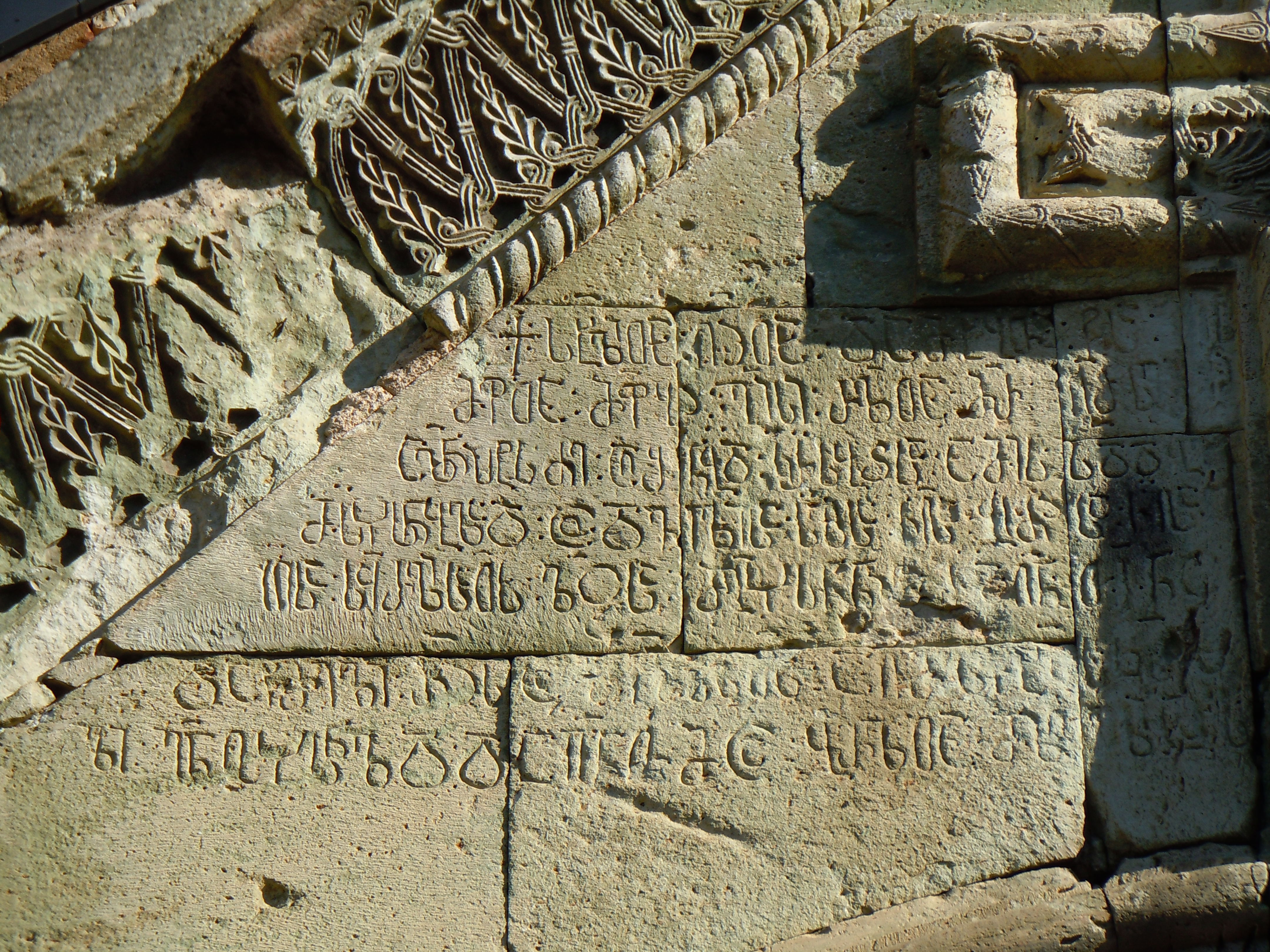
Detall d'una inscripció a la façana

L'església ha estat descrita, seguint la definició de Chubinashvili, com una basílica de «tres esglésies», és a dir, un disseny georgià peculiar en què la nau està completament separada dels passadissos amb parets sòlides, per crear el que són quasi tres esglésies independents. Arjevanidze identifica l'edifici com una església de planta de saló amb el sostre en pendent.
L'església, sense addicions posteriors i el nàrtex, fan 23 × 11,5 m; està formada per línies de petites pedres grisenques, de vegades blocs tallats regularment, i coberta amb teules planes de pedra. Com l'edifici ha estat reconstruït al llarg de la història, únicament la nau central conserva la forma arquitectònica originària. Acaba en una absis sortint semicircular a l'est i té exagerades pilastres a l'interior de l'edifici que creen badies arcades al centre. Els murs interiors alguna vegada estigueren completament decorats amb frescs; les representacions dels Mandílion, sants i inscripcions greument danyades del segle xiii, sobreviuen a l'absis de l'altar; alguns fragments d'un retrat reial i dues escenes del dia del Judici Final són visibles a les pilastres del nord-est i nord-oest, respectivament. Una petita llosa a la paret sud de l'altar té una talla en relleu, que representa dos laics de peu, amb una creu amb pedestal al mig. Dos annexos laterals, al sud i al nord, respectivament, són estructures dels segles IX-X, que contenen una sagristia i una pròtesi, totes dues amb absis.
En algun moment entre 1213 i 1222, durant el regnat de Jordi IV de Geòrgia, es va agregar un nàrtex a l'extrem occidental de la basílica. El nàrtex està ricament adornat amb gravats en pedra ornamentals en relleu i cobert amb una volta, sostingut per quatre pilars i arcs; les seves tres façanes, columnes i arcs s'encaren amb lloses de pedra verda clar tallades suaument. Al nord de l'església es troba un campanar rectangular, remodelat diverses vegades. Més al nord, hi ha una petita església d'una única nau dedicada a santa Marina, reconstruïda el 1702 per Isakhar, assistent de la princesa Mariam de Kartli.
El nàrtex té tres inscripcions en georgià medieval asomtavruli. Una, a la façana occidental, esmenta el rei Jordi IV de Geòrgia i el bisbe Teodosi, un fundador; l'altra, també a la mateixa façana, esmenta el fill de Jordi IV David VII de Geòrgia i relata que el bisbe de Dmanisi va suprimir una llei local que requeria pagar pel ritu matrimonial. La tercera inscripció, a la columna interior del sud-est, commemora un cert Apridon, que havia donat 30 dírhams per a la construcció.